# M4v
M4v è un'estensione che denota file di tipo MPEG-4 Video.
L'estensione ufficialmente deputata dall'ISO/IEC Moving Picture Experts Group (MPEG) a descrivere file di tipo MPEG-4 è .mp4. Dato che un MPEG-4 può essere anche solo audio, è stata introdotta questa estensione supplementare per denotare esplicitamente file multimediali contenenti video; questa introduzione è dovuta a Apple con i suoi iPod e  iTunes.
Parallelamente, l'estensione che denota MPEG-4 contenenti solo audio è M4a.